# Ruslan Melziddinov
Ruslan Melziddinov (ur. 26 marca 1985 w Ferganie) – uzbecki piłkarz, występujący na pozycji pomocnika.

## Kariera klubowa
Melziddinov jest wychowankiem klubu z rodzinnego miasta − Neftchi Fergana. W 2009 roku przeniósł się do Bunyodkor Taszkent, gdzie spędził kolejne cztery sezony. Od 2013 roku jest zawodnikiem Żetysu Tałdykorgan.

## Kariera reprezentacyjna
W reprezentacji Uzbekistanu zadebiutował 11 października 2008 roku w towarzyskim meczu przeciwko Korei Płd. Na boisku pojawił się w 77 minucie meczu. Do tej pory rozegrał w kadrze 3 mecze (stan na 6 lipca 2013).
| Mecze i gole w reprezentacji | Mecze i gole w reprezentacji | Mecze i gole w reprezentacji          | Mecze i gole w reprezentacji | Mecze i gole w reprezentacji | Mecze i gole w reprezentacji | Mecze i gole w reprezentacji |
| #                            | Data                         | Stadion                               | Rywal                        | Wynik                        | Gol                          | Rozgrywki                    |
| 2008                         | 2008                         | 2008                                  | 2008                         | 2008                         | 2008                         | 2008                         |
| ---------------------------- | ---------------------------- | ------------------------------------- | ---------------------------- | ---------------------------- | ---------------------------- | ---------------------------- |
| 1.                           | 11.10.2008                   | Suwon, Korea Południowa               | Korea Południowa             | 0:3                          | 0                            | towarzyski                   |
| 2.                           | 15.10.2008                   | Saitama, Japonia                      | Japonia                      | 1:1                          | 0                            | El. MŚ 2010                  |
| 2009                         |                              |                                       |                              |                              |                              |                              |
| 3.                           | 28.01.2009                   | Szardża, Zjednoczone Emiraty Arabskie | Zjednoczone Emiraty Arabskie | 1:0                          | 0                            | El. PA 2011                  |

## Sukcesy
- Mistrzostwo Uzbekistanu: 2009, 2010, 2011 (Bunyodkor)
- Puchar Uzbekistanu: 2011, 2012 (Bunyodkor)